# Bernhard N. Cohn
Bernhard Nathan Cohn (geboren 17. September 1923 in Bonn; gestorben 7. April 1992 in New York City, Vereinigte Staaten) war ein aus Deutschland stammender US-amerikanischer Rabbiner und Autor.

## Leben
Bernhard N. Cohn war der Sohn des zionistischen Rabbiners Emil Bernhard Cohn und dessen Frau Margarete, genannt „Grete“, geborene Kaufmann (1893–1965). Er hatte zwei ältere Schwestern. Zur Zeit des Nationalsozialismus wurde der Vater dreimal verhaftet und nutzte im Oktober 1936 seinen Freigang zu Bernhards Bar-Mitzwa-Feier, um mit der seiner Frau über die Niederlande 1939 in die Vereinigten Staaten zu emigrieren. 1942 erhielt er die US-amerikanisch Staatsbürgerschaft.
Bernhard Cohn besuchte die Schule ab 1929 in Deutschland, kurz auch in den Niederlanden und von 1933 bis 1936 im Jüdischen Kinder- und Landschulheim Caputh bei Potsdam. Mittels eines Stipendiums des Woburn House konnte er von 1937 bis 1940 eine Privatschule im englischen Brighton besuchen und konnte mittels eines Non-Quota-Visums in die Vereinigten Staaten geholt werden, wo er bis 1941 eine höhere Schule besuchte. Nach der Familienzusammenführung 1941 ging diese nach Kalifornien. 1941 begann Bernhard Cohn sein B.A.-Studium an der University of California, Berkeley. Sein Studium unterbrach er durch seinen Militärdienst bei den U.S.-Streitkräften im Zweiten Weltkrieg von 1943 bis 1946, wo er als Soldat im Pazifikkrieg eingesetzt und bei der Besetzung Japans dabei war. Sein B.A.-Studium an der University of California schloss er dann 1948 ab. Am 22. Oktober 1950 heiratete er die 1927 in Essen geborene Miriam Hahn, Tochter des ebenfalls in die Vereinigten Staaten emigrierten Sozialarbeiters und Rabbis Hugo Hahn (1893–1967), mit der er zusammen einen Sohn und eine Tochter bekam. 1953 beendete er dann sein Hebrew-Letters-Masterstudium am Hebrew Union College – Jewish Institute of Religion und erhielt daraufhin die Semicha.
Zunächst war er von 1953 bis 1957 Rabbi der Reformgemeinde Temple Emanu El in Utica, Bundesstaat New York. Nachdem er anschließend von 1957 bis 1962 Rabbi des Suburban Temple (Temple B'nai Torah) in Wantagh, ebenfalls im Bundesstaat New York, war, wurde er 1962 Rabbi der Congregation Habonim, die genau ein Jahr nach der Reichspogromnacht in einer angemieteten Synagoge in der 55th street in New York von seinem Schwiegervater mitgegründet wurde. Dort trat er unter anderem für die Amerikanisierung der Gemeinde und eine stärkere Verwendung der Englischen Sprache in den Gottesdiensten ein. Unter anderem war Cohn ab 1970 zeitweise Vorsitzender der Association of Reform Rabbis of New York and Vicinity.

## Werke (Auswahl)
Schriften:
- Early German preaching in America. In: Historia Judaica, Nr. 15, Teil 2, Oktober 1953, S. 86–134.
- David Einhorn. Some aspects of his thinking. In: Essays in American Jewish History, Cincinnati American Jewish Archives, 1958, S. 315–324.
- Eulogy in memory of President John F. Kennedy. Congregation Habonim, New York City, 1963.
- A brief history of Hebrew Union College-Jewish Institute of Religion. Hebrew Union College, Jewish Institute of Religion, Cincinnati 1975.

Hörspiele:
- Cohn (Drehbuch); William Steinel (Ill.); Samuel Grand (Prod.): Teacher’s guide to David Einhorn, the father of the Union prayer book. Union of American Hebrew Congregations, New York City 1960.
- Cohn (Drehbuch); Mel Alpern (Erz.); Herb Duncan (Erz.); Samuel Grand (Prod.): Martin Buber. The life in dialogue. LP-Hörbuch; Union of American Hebrew Congregations, New York City 1966.

Filme:
- Cohn (Drehbuch); Mel Alpern (Erz.); Herb Duncan (Erz.); Samuel Grand (Prod.): Martin Buber. The life in dialogue. Filmserie; Union of American Hebrew Congregations, New York City 1966.
- Cohn (Drehbuch); William Steinel (Ill.); Samuel Grand (Prod.): Modern Jewish history. 3-teiliger Filmstreifen, 1969.

als Herausgeber:
- Living legacy. Essays in honor of Hugo Hahn. Congregation Habonim, New York, 1963.